# Lycaena alpium
Lycaena alpium är en fjärilsart som beskrevs av Ruggero Verity 1926. Lycaena alpium ingår i släktet Lycaena och familjen juvelvingar. Inga underarter finns listade i Catalogue of Life.